# Tanumshede
Tanumshede ist ein Ort (tätort) in der schwedischen Provinz Västra Götalands län und der historischen Provinz Bohuslän.
Der Ort in der Gemeinde Tanum liegt etwa 55 Kilometer nördlich von Uddevalla entfernt.

## Geschichte

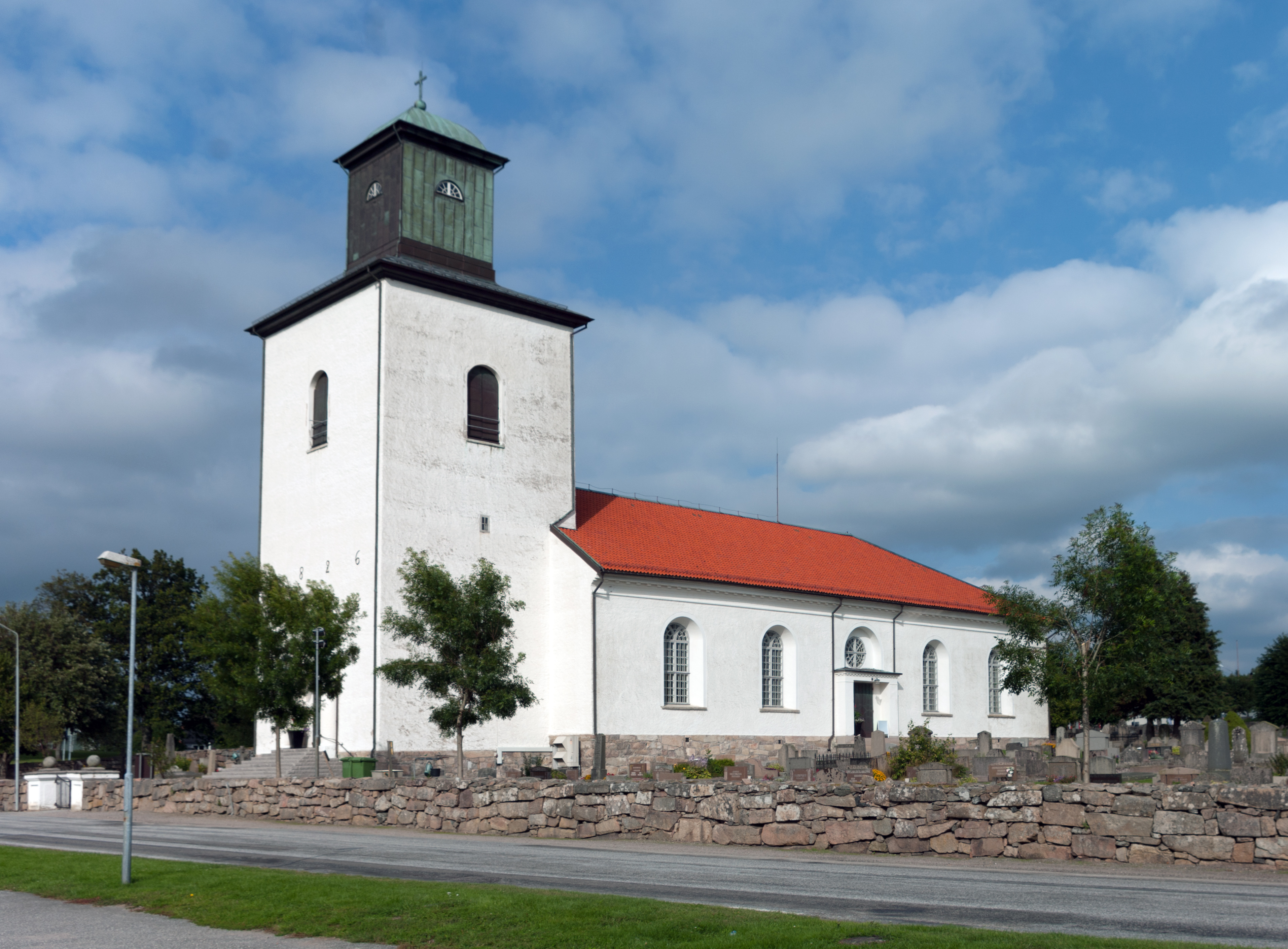
Tanumskirche

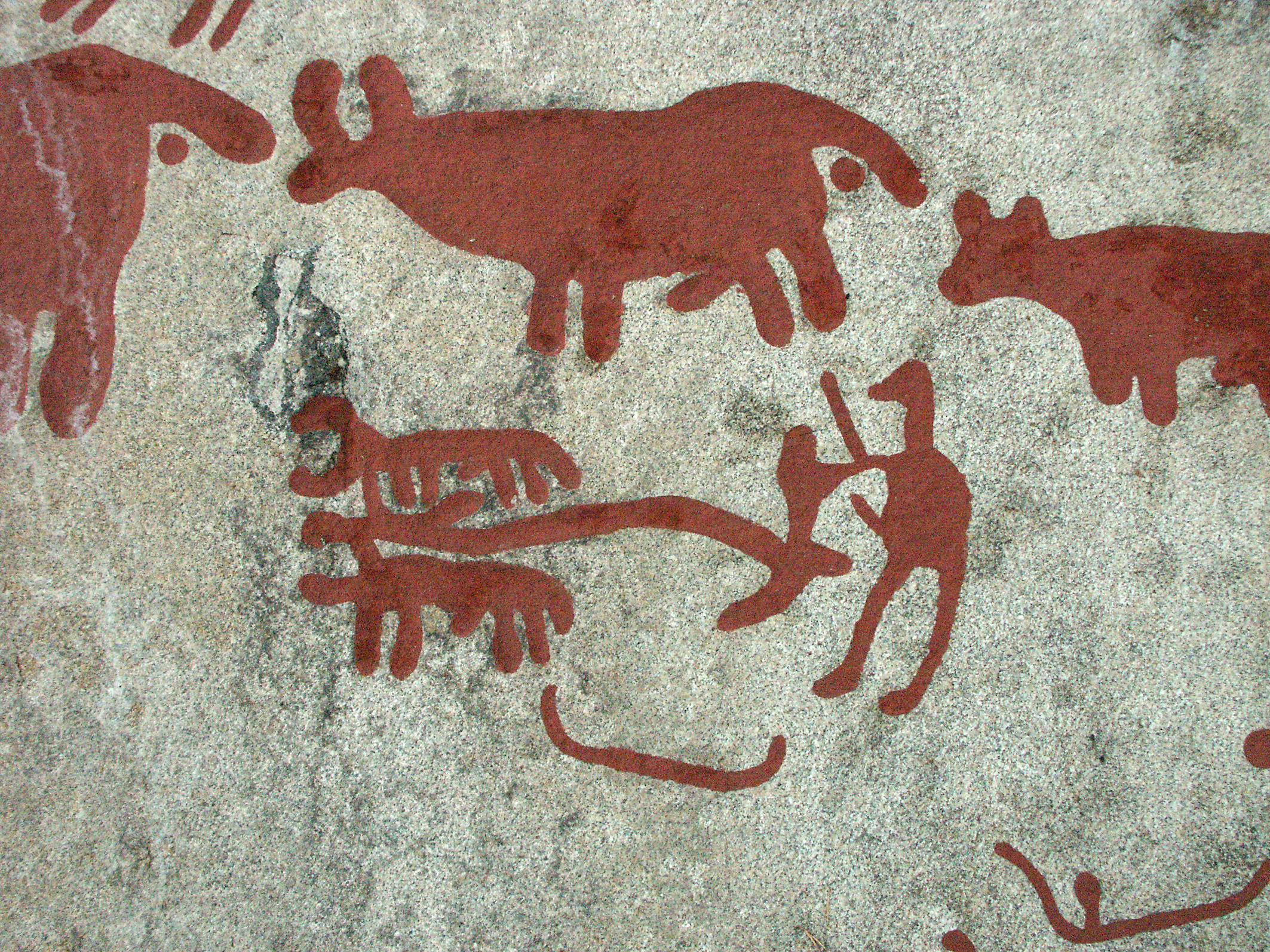
Felsritzungen von Tanum

Das Gebiet um den Ort wird seit langer Zeit bewohnt und ist Teil der Felsenritzungen von Tanum, die 1994 von der UNESCO zum Weltkulturerbe erklärt wurden. Der Ludesten bei Säm ist eine weitgehend gestörte Megalithanlage westlich des Ortes. Neben der Kirche des Ortes stehen zwei Runensteine von Tanum aus der Zeit der germanischen Eisenzeit. Später wurde hier ein Thingplatz errichtet und im 17. Jahrhundert kam ein Rasthaus für Durchreisende hinzu.
Neben den Felsenritzungen ist Tanumshede in neuerer Zeit bekannt für den Tanum teleport, eine Satellitenstation für Telefonate nach Nordamerika und später in die ganze Welt. Erbaut wurde die Anlage 1971 und gemeinsam mit Dänemark, Finnland und Norwegen betrieben. Heute gehört sie zur Telia Company.